# Super Dragon
Daniel Lyon (Contea di Orange, 23 maggio 1975) è un wrestler statunitense.
Combatte nella Pro Wrestling Guerrilla con il ring name di Super Dragon.

## Nel Wrestling

### Mosse
- Barry White Driver (Gory special flipped forward into a piledriver) - come tributo a Barry White
- Dragon Bomb (Sitout double underhook superbomb)
- Psycho Driver (Backbreaker rack dropped into a piledriver, sometimes from the second or top rope)
- Psycho Driver II (Pumphandle piledriver)
- Psycho Driver III (Cut–throat backbreaker rack dropped into a piledriver)
- Psycho Driver IV (Arm clutch fisherman driver)
- Violence Party (Multiple backhand chops and elbow smashes to a cornered opponent followed by kicks)
- Ganso superbomb
- Badunkadunk (Senton)
- Curb Stomp (Standing inverted Indian deathlock surfboard followed into a head stomp) - innovatore
- Dragon's Fire (Spin–out powerbomb, sometimes from the second rope)
- Dragon Twister (450º splash, sometimes while performing a corkscrew)
- Inverted facelock neckbreaker
- Discus lariat
- Dragon suplex
- STF
- Turnbuckle powerbomb
- Crucifix armbar

### Musiche d'ingresso
- "Epic" by Faith No More

## Titoli e riconoscimenti
All Pro Wrestling
- APW Worldwide Internet Championship (2)

Combat Zone Wrestling
- CZW World Heavyweight Championship (1)

Jersey Championship Wrestling
- Jersey J-Cup (2004)

Revolution Pro Wrestling
- Rev-Pro Mexican Lucha Libre Heavyweight Championship (1)
- Rev-Pro Junior Heavyweight Championship (2)
- Rev-Pro Pride of the Mask Championship (2)
- Revolution J Tournament (2001)

Westside Xtreme wrestling
- Cruiserweight Tournament (2005)

Pro Wrestling Guerrilla
- PWG World Championship (1)
- PWG World Tag Team Championship (6 - 2 con B-Boy - 1 con Excalibur - 2 con Davey Richards - 1 con Kevin Steen)